# 6-Ton Tank M1917
Il 6-Ton Tank M1917 fu il primo carro armato prodotto in serie negli Stati Uniti, entrato in produzione poco prima della fine della prima guerra mondiale. Era una copia quasi su licenza del Renault FT francese, e aveva lo scopo di armare le forze armate statunitensi in Francia, ma i costruttori americani non riuscirono a produrne in tempo per prendere parte alla guerra. Dei 4.440 ordinati, circa 950 furono infine completati. Rimasero in servizio per tutti gli anni '20, ma non presero parte a nessun combattimento e furono gradualmente eliminati durante gli anni '30.

## Storia
Gli Stati Uniti entrarono nella prima guerra mondiale a fianco delle potenze dell'Intesa nell'aprile 1917, senza carri armati propri. Il mese successivo, alla luce di un rapporto sulle teorie e operazioni dei carri armati britannici e francesi, il comandante in capo delle forze di spedizione americane, il generale John Pershing, decise che sia i carri armati leggeri che quelli pesanti erano essenziali per la condotta della guerra, e che l'M1917 dovrebbe essere acquisito il prima possibile. Fu istituito un programma anglo-americano congiunto per sviluppare un nuovo tipo di carro pesante, simili a quelli allora in uso dagli inglesi. Tuttavia, si prevedeva che quantità considerevoli non sarebbero state disponibili fino ad aprile dell'anno successivo. A causa delle richieste in tempo di guerra all'industria francese, la Commissione interalleata dei carri armati decise che il modo più rapido per fornire alle forze americane un'armatura sufficiente era produrre il carro armato leggero Renault FT negli Stati Uniti.
Fu deciso un requisito di 1.200, successivamente aumentato a 4.400, e alcuni carri armati Renault campione, piani e varie parti furono inviati negli Stati Uniti per lo studio. Il progetto doveva essere eseguito dal Dipartimento Ordnance, con il titolo di lavoro "Trattore speciale da sei tonnellate", e gli ordini per i veicoli effettuati con produttori privati. Tuttavia, il progetto era afflitto da problemi: le specifiche francesi erano metriche e incompatibili con i macchinari americani (imperiali); il coordinamento tra reparti militari, fornitori e produttori era scarso; L'inerzia burocratica, la mancanza di cooperazione da parte dei dipartimenti militari e possibili interessi acquisiti hanno ritardato il progresso.
L'esercito in Francia si aspettava i primi 100 M1917 entro l'aprile 1918, e successivamente 600 al mese. In effetti, la produzione non è iniziata fino all'autunno, ei primi veicoli completati sono emersi solo in ottobre. Due carri armati sono arrivati in Francia il 20 novembre, nove giorni dopo la fine delle ostilità, e altri otto a dicembre. Nell'estate del 1918, senza alcun segno degli M1917 e delle truppe statunitensi disperatamente necessarie al fronte, la Francia fornì 144 Renault FT, che furono usati per equipaggiare la 1st Tank Brigade alle dipendenze delle corpo di spedizione statunitense.
Dopo la guerra, la Van Dorn Iron Works, la Maxwell Motor Co. e la CL Best Co. costruirono 950 M1917. 374 avevano cannoni, 526 mitragliatrici e 50 erano carri armati di segnale (wireless). Questi furono consegnati al Tank Corps, per completare circa 200 Renault FT portati dalla Francia.
L'M1917 può essere distinto dal Renault FT per mezzo di diverse caratteristiche esterne.
- Lo scarico si trova sul lato sinistro invece che a destra;
- Il mantello FT per la mitragliatrice o il cannone da 37 mm viene sostituito con un nuovo design;
- Le solide ruote folli in acciaio hanno sostituito quelle in legno con bordo in acciaio o quelle in acciaio a sette razze sul FT;
- Sono state aggiunte ulteriori fessure di visione per aiutare il conducente;
- Tutti gli M1917 hanno una torretta poligonale; nessuno utilizzava il tipo a torretta circolare montato su circa il 50% dei Renault FT;
- Anche l'armatura frontale sotto la torretta è stata leggermente modificata.

## Uso operativo
L'M1917 non ha preso parte a nessun combattimento, ma è stato utilizzato a livello nazionale in varie rivolte per reprimere la folla come la rivolta razziale di Washington del 1919 e la rivolta di Lexington del 1920. Nel giugno 1920 il Tank Corps fu abolito come ramo separato e il controllo dei carri armati fu affidato alla fanteria. Il numero di unità corazzate è stato progressivamente ridotto e i veicoli sono stati messi fuori servizio o demoliti.
Cinque hanno accompagnato la US Marine Expeditionary Force (i China Marines) a Tientsin nell'aprile 1927 sotto la guida del generale Smedley Butler, ma non c'è traccia di colpi sparati. Tornarono negli Stati Uniti alla fine del 1928.
Nel luglio 1932 sei M1917 furono schierati a Washington DC durante la dispersione dell'esercito Bonus. George S. Patton Jr. afferma nei suoi diari che questi veicoli venivano trasportati su camion come deterrente, ma i film contemporanei li mostrano muoversi sulle loro tracce lungo Pennsylvania Avenue. Non si ritiene che siano stati sparati colpi.
Nel 1940 l'esercito canadese acquistò 250 esemplari in eccedenza a un prezzo di scarto (circa $ 240 ciascuno) e il Royal Canadian Armoured Corps acquisì preziosa esperienza e addestramento su di essi prima di imbarcarsi in Europa e utilizzare attrezzature più moderne. L'esercito canadese ha preso in consegna 236 M1917 in eccedenza. A quanto pare, quindici di loro sono andati a Camp Borden per l'addestramento, mentre altri sono andati ad addestrare singole unità come il Fort Garry Horse e forse altri tre.

## Varianti
M1917 A1: Nel 1929 un M1917 era dotato di un motore Franklin a sei cilindri da 67 CV (50 kW) raffreddato ad aria. Ciò ha comportato l'allungamento del vano motore di circa 30 cm. Nel 1930-31 sette M1917 furono equipaggiati con la versione da 100 CV (75 kW) del Franklin. Ciò ha portato la velocità massima a 14 km/h.

## Nella cultura popolare
Gli M1917 furono usati dai cineasti statunitensi in numerose occasioni come sostituto dei Renault FT, per rappresentare le azioni dei carri armati americani durante la prima guerra mondiale o i Renault in uso dagli eserciti europei durante e dopo la guerra.

## Esemplari sopravvissuti
Ci sono 18 M1917 superstiti.